# Fodboldpræsten
Fodboldpræsten er en dansk film fra 1951, skrevet af Grete Frische og instrueret af Alice O'Fredericks

## Medvirkende
- Jørgen Reenberg
- Grethe Thordahl
- Ib Schønberg
- Peter Malberg
- Helga Frier
- Inger Stender
- Johannes Meyer
- Erika Voigt
- Preben Neergaard
- William Rosenberg
- Buster Larsen
- Louis Miehe-Renard
- Tove Maës
- Hannah Bjarnhof
- Ole Monty
- Betty Helsengreen